# Extended Resolution Compact Disc
Extended Resolution Compact Disc（略称：XRCD）は、ビクターエンタテインメントの米国現地法人JVC Music Inc.が1996年に発表した、高音質音楽CDのマスタリングと製作管理プロセスのひとつ。
あくまでも既存のCD規格内での高音質化技術であり、全てのCDプレーヤーで再生可能である。DVD-Audio、Super Audio CD (SACD) などの次世代CD規格とは関連性はない。

## 歴史
XRCDは、1996年にビクターエンタテインメントの米国現地法人JVC Music Inc.（LA）のプロデューサーと日本ビクターディスク事業部（現・JVCケンウッド クリエイティブメディア）のJVCマスタリングセンターによって誕生した。そのため最初の発売XRCDは、米国で発売されている。しかし、そのプロセスへの評価と共に音質評価が高く、日本へは人気が逆輸入される形で広がり始めた。当然、通常盤より高価であったが、オーディオ専門店からの評価が高く、CDショップよりもオーディオ専門店で多く販売されている。また、多くのレーベルが賛同し、国内初のレーベルとなるTBM（Three Blind Mice）をはじめ、レーベルの枠を越えた高音質CDとして認知が広まっていった。
1998年、音質変化要因排除技術であるK2インターフェースがDigital K2に進化するとともに、XRCD2となる。
2002年、24bitK2 ADコンバーター＆K2スーパーコーディングの開発と水晶の1万倍という精度を誇るルビジウム・マスタークロック、より高精度なカッティング制御が可能になるDVD-K2 LaserによりXRCD24に進化した。
XRCD24には、アナログのオリジナルマスターから24bitK2 A/Dコンバーターでダイレクト変換してマスタリングされるXRCD24 super analogと、デジタルマスターから制作するXRCD24 refined digitalの2種類がある。また、それまでオリジナル・アナログマスターにこだわり続けていたXRCDもPCM-1630による3/4のオリジナル・デジタルマスターから20bitグレードの高品位デジタル信号に再生成し制作したものも認可。これにXRCD2の名称を使用している。そのためXRCD2は時期により内容が異なる結果となった。
2008年には、スーパー・ハイ・マテリアルCDの技術を採用したSHM-CDエディションが発売されている。
ハイレゾと配信が普及した2010年代以降においては、マスターテープの情報を消費者に送り届けるという意味でCDを選択することは無くなり、XRCDも利用価値が低い技術となってしまっている。
専用カッティングマシンなどの生産設備の老朽化と、それに伴う部品確保の難化により、2022年で生産を終了した。

## 内容
「この世にひとつしかないオリジナルマスターに込められた音を最高の状態で届けたい」という理念の元に開発された、CD制作過程の高精度な音質管理プロセスである。
XRCDの音源はあくまでもオリジナルのアナログマスターテープにこだわった。一般的に日本におけるソフト制作は、ライセンスを受けたセカンドソースのマスターで行われており、オリジナルのマスターは原盤権のある国にしか存在しない。オリジナルマスターから制作すること、熟練したマスタリングエンジニアの高度な感性やノウハウ、ビクターの持つデジタル高音質化技術（K2インターフェース、128倍オーバーサンプリングの20bitK2 A/Dコンバーター、20bitK2 Super Coding等）による高音質デジタル変換技術。それに加えてディスク事業部の高品位製造技術を融合させることで、開発理念である「この世にひとつしかないオリジナルマスターに込められた音を最高の状態で届けたい」を実現するために製品化された。
レコーディングやマスタリングがいくら高品質でも、量産プレスされたCDの品質が追いつかなければ意味がなく、ここではレコーディングスタジオ、マスタリングスタジオ、ディスク製造工場までを同一の会社でコントロールしている。
当時のデジタルオーディオマスターテープは、SONYのPCM-1630を使用した3/4インチのU-Maticビデオテープが主流であったが、XRCDではSONYのPCM9000シリーズをカスタマイズして導入。5インチのMOディスクにリアル20bit/44.1kHzの信号を記録しディスク製造部門に渡している。ディスク製造部門では、そのMOマスターから取り出したリアル20bit/44.1kHzの信号を20bitK2 Super Codingにより20bitの信号要素を含む16bitデータにエンコードし、EFM（Eight to Fourteen Modulation）変調をかけK2 Laser Cuttingに導く。このK2 Laser Cuttingによりジッター等の音質変化要因が徹底的に排除され、ラッカーが塗布されたガラス原板に記録する。カッターマシンも最も偏芯が少なく安定したものXRCD用に選別した。さらにマスタリングやカッティングの際には専用室を用い、専用の電源変圧器を備え、最も電源系ノイズが少ないとされる深夜2時頃にスタジオの照明やエアコンを切って行った。そうしてできたガラス原板がXRCD Glass Masterとなる。ここからスタンパー作成のためにニッケルメッキをする際には、ビクターがアナログレコード作成で培ったメッキ技術が活かされている。テスト板を作成、マスタリングエンジニアにおけるMOマスターとのコンペア（音質比較確認）を行い、音質レベルがエンジニアの納得いかないものであれば再度カッティングからやり直す。それらをクリアして初めて商品として出荷される。初期のXRCDには、印刷による音質変化を嫌い、ラベルが必要最小限しかない。その後、印刷しても音質変化が起こりにくい工夫が導入された。
XRCDの機材は、常に最高品位を求め改良が加えられており、現在は24bitのA/Dコンバーターや超高精度ルビジウムマスタークロックが導入されている。

## 補足
通常版CDは数多くのタイトルの量産に対応するため、製作時に音質に重要な影響を与えるマスタリング工程が大幅に自動化されている。この場合は処理に要する時間は2時間程度と極めて迅速であるが、様々な環境で録音された音源を一律に処理してしまうため、音楽的バランスを欠く危険性が高い。またプレス工場との連携を図るのが困難なため、最終プレスにおける品質確認ができない場合がほとんどである。